# Birkî, Sokal
Birkî (în ucraineană Бірки) este un sat în comuna Tartakiv din raionul Sokal, regiunea Liov, Ucraina.

## Demografie
Componența lingvistică a localității Birkî
     Ucraineană (99,36%)
     Alte limbi (0,64%)
Conform recensământului din 2001, majoritatea populației localității Birkî era vorbitoare de ucraineană (99,36%), existând în minoritate și vorbitori de alte limbi.